# Já, padouch 3
Já, padouch 3 (v anglickém originále Despicable Me 3) je americký rodinný animovaný film studia Universal Pictures navazující na předchozí dvojici snímků Já, padouch a Já, padouch 2. Hlavními postavami jsou bývalý padouch Gru, agentka Lucy a trojice adoptovaných dcer. Podle scénáře Kena Daurio a Cinca Paula film režírovali Kyle Balda a Pierre Coffin. Autorem hudby byl Heitor Pereira.

## Děj
Gru, je společně s Lucy členem Antipadoušské ligy a zrovna se pokoušejí zastavit Balthazara Bratta, aktuálně nejhoršího padoucha na světě. Sice Brattovi zabrání ukrást diamant, ale Bratt mu uteče. Balthazar Bratt byl hvězdou své show, kterou mu zrušili, když byl v pubertě. Za to se teď chce mstít celému Hollywoodu. Zatímco ředitel Antipadoušské ligy je vyměněn nervovou ženou, Bratt ukradne diamant a Gru s Lucy jsou vyhozeni. Mimoni se vzbouří a dají výpověď. Pak jsou zatčeni za nepovolený vztup na území Hollywoodu (když si všimli pizzy na skútru jedoucí na jejich území). Za Gruem zajde jakýsi člověk který ho informuje, že má bratra jménem Dru. Gru, Lucy a holky tedy k němu ihned odlétají. Dru je majitelem obrovské vily s mnoha auty a vrtulníky. Dru bere Grua do tajného podzemního úkrytu a svěřuje se mu, že jejich otec byl padouch, že má padoušství v krvi a że byl na Grua pyšný, jaký byl padouch. Dru sice zdědil ohromnou padoušskou výbavu, ale jako padouch je hrozně nemotorný. Dru prosí Grua, aby se stal zase padouchem, ten ale odmítá. Dovolí jen jednu loupež. Ta má za cíl uloupit diamant Brattovi. To se jim podaří, ale jen stěží, kvůli Druově nemotornosti. Zatímco Gru s Druem slaví, sestrojí Bratt obrovského robota s laserem. K pohonu mu chybí pouze onen diamant. Ten nakonec získá, zajme holky a začne pomocí robota ničit město. Gru, Dru a Lucy se tedy vydávají do boje. Grua však Bratt na začátku omráčí a mimoni utečou z vězení. Mimoni poničí Brattovu výzbroj. Dru zničí napájení. Lucy zachrání holky. Gru se pak probudí. Svede boj s Brattem a díky mimoňům boj vyhraje.

### Ocenění a nominace
| Ocenění                                       | Datum udílení     | Kategorie                       | Nominovaný    | Výsledek |
| --------------------------------------------- | ----------------- | ------------------------------- | ------------- | -------- |
| American Cinema Editors Awards                | 26. ledna 2018    | Nejlepší střih – animovaný film | Clair Dodgson | nominace |
| Denver Film Critics Society                   | 15. ledna 2018    | Nejlepší animovaný film         | Já, padouch 3 | nominace |
| Houston Film Critics Society                  | 6. leden 2018     | Nejlepší animovaný film         | Já, padouch 3 | nominace |
| Phoenix Film Critics Society                  | 19. prosince 2017 | Nejlepší animovaný film         | Já, padouch 3 | nominace |
| St. Louis Film Critics Association Awards     | 17. prosince 2017 | Nejlepší animovaný film         | Já, padouch 3 | nominace |
| Washington D.C. Area Film Critics Association | 8. prosince 2017  | Nejlepší animovaný film         | Já, padouch 3 | nominace |